# پریچواتس
پریچواتس (به صربی: Pričevac) یک منطقهٔ مسکونی در صربستان است که در کنگاژواتس واقع شده‌است. پریچواتس ۵۴ نفر جمعیت دارد.